# Buondì
Il Buondì è una brioche immessa sul mercato nel 1953 dalla Motta, successivamente prodotta da Sidalm, da Alivar dal 1986, dal 1991 da Nuova Forneria, dal 2002 dalla Bistefani, dal 2014 nuovamente prodotta con il marchio Motta (divenuto di proprietà della Bauli nel ramo dolciario nel 2009, la quale nel 2012 aveva rilevato anche la stessa Bistefani), e dal 2024 in vendita col marchio Bauli. Il Buondì è tradizionalmente ricoperto da un sottile strato di glassa, sul quale sono spolverati dei granelli di zucchero.

## Storia
Il Buondì fu inventato nel 1953 da Angelo Motta, la cui intenzione era quella di produrre una brioche sulla base della tradizionale veneziana. Il prodotto divenne in breve tempo molto popolare, rimanendo in produzione tutt'oggi. Prodotto sin dall'inizio dall'azienda Motta, rilevata successivamente dal Gruppo SME-IRI che ne detenne il controllo di tutti i vari settori di attività fino al 1990. Infatti in quell'anno le attività dei prodotti dolciari a consumo continuativo (cioè le merendine tra cui i Buondì), fino ad allora controllate da SME tramite Alivar, furono scorporate e cedute ad una società di nuova costituzione, la Nuova Forneria s.p.a., joint venture le cui quote erano detenute da SME per il 51% e dai gruppi Barilla Dolciaria e Ferrero per il rimanente 49%. Nuova Forneria venne poi ceduta nel 1995 alla Parfin Holding, società dell'imprenditore Armando Cecchetti, già proprietario dei supermercati Sidis; successivamente il Buondì divenne un prodotto della Bistefani, quando quest'ultima nel 2002 rilevò Nuova Forneria. Dopo l'acquisizione nel 2013 della Bistefani da parte di Bauli, che nel 2009 aveva già rilevato da Nestlé il marchio Motta per le attività del comparto dei prodotti dolciari a consumo festivo ossia i panettoni, Buondì nel 2014 torna nuovamente sotto il marchio Motta insieme agli altri prodotti (Girella, Yo Yo, Biancorì, Ciocorì). Nel 2024 Bauli decide di produrre Buondì con il proprio marchio (come già avveniva nei mercati al di fuori dell'Italia).

## Varianti
Oltre al Buondì classico, già dagli anni settanta sono state prodotte alcune varianti del prodotto. La prima variante è stata il Buondì al cioccolato (brioche ricoperta da glassa al cacao, e ripiena di cioccolato), a cui sono seguiti il Buondì con farcitura alla confettura di albicocca, alla confettura di ciliegie, alla crema al latte, alla crema al cacao e alla crema pasticcera con il mocaccino ripieno con il cappuccino (quest'ultima chiamata “Special Edition”).
Dal 2017 è stata reintrodotta sul mercato la variante integrale, già prodotta nei primi anni novanta.